# Pyzy
Pyzy ist ein Gericht der polnischen Küche in Form von großen Kartoffel- oder Hefeklößen, die auf eine für die regionalen Küchen charakteristische Weise zubereitet werden. Pyzy stellen fast immer eine Beilage dar, überwiegend zu Fleisch- und Pilzgerichten.

## Kartoffelklöße

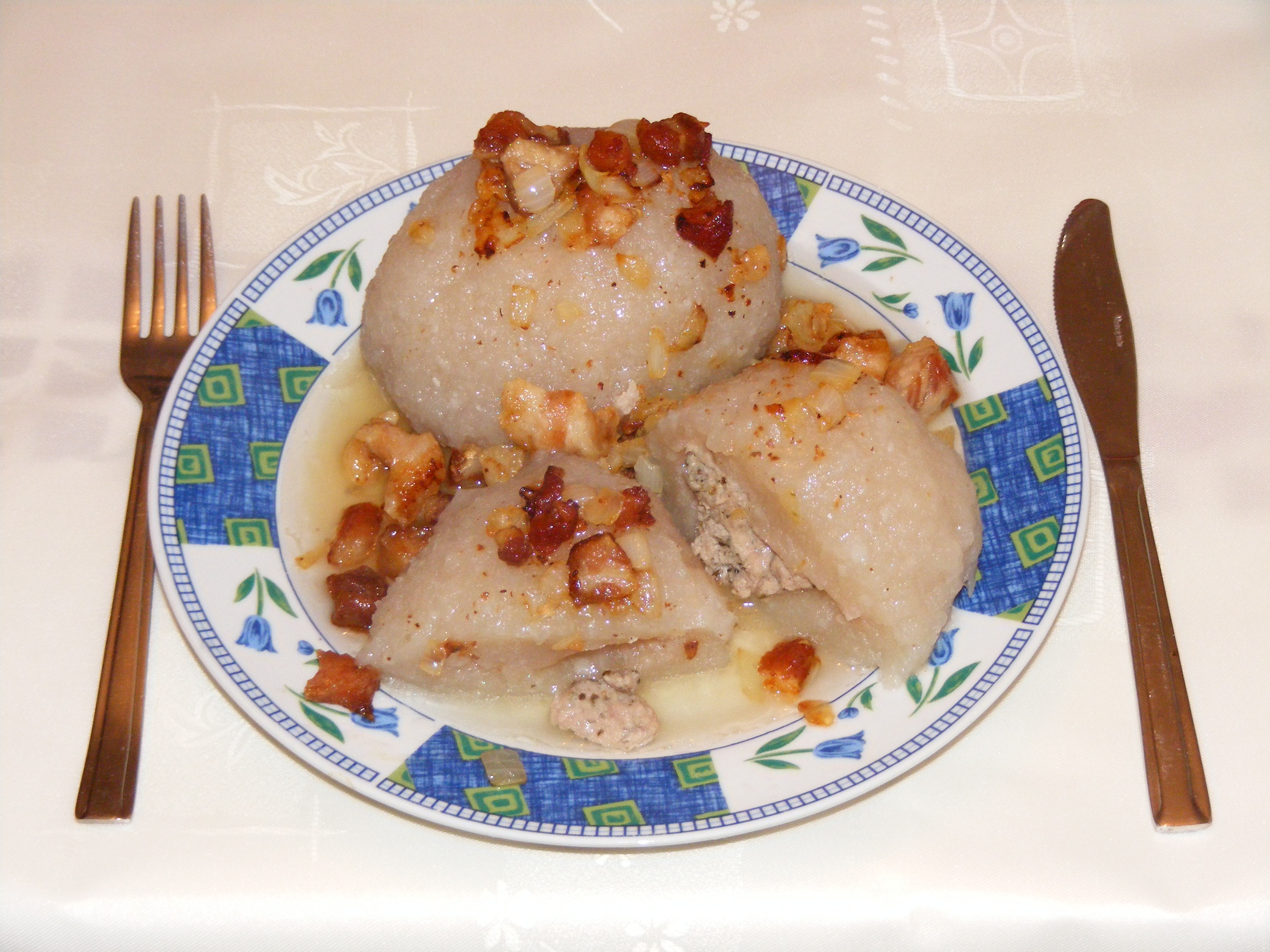
Pyzy in ihrer nordpolnischen Variante: Kartacze

Pyzy ziemniaczane – „Kartoffel-Pyzy“; Kartoffelklöße aus rohen oder gekochten Kartoffeln ohne Füllung. Sie werden auch Kluski ziemniaczane genannt. Siehe auch: Cepelinai, kluski śląskie.
Kartoffel-pyzy können auch mit einer spezifischen Fleischfüllung zubereitet werden. Es ist ein traditionelles Gericht der großpolnischen Küche. Bekannt als pyzy, pyzy nadziewane oder pyzy z mięsem – „Pyzy“, „gefüllte Pyzy“ oder „Fleisch-Pyzy“; kugelförmige Kartoffel-Mehl-Klöße mit einer Füllung aus gehacktem Rindfleisch. Zubereitet werden sie aus rohen geriebenen Kartoffeln, in die Füllung können neben Gewürzen und angedünsteten Zwiebeln auch Pilze gegeben werden. Pyzy werden häufig mit ausgelassenen Speckwürfeln serviert, oft wird auch Sauermilch und Salat dazu gereicht. Verwandt sind Pyzy mit den Kroppkakor der schwedischen Küche und den Cepelinai der litauischen Küche. In Nordpolen gibt es eine regionale Variante mit dem Namen Kartacze („Kartätschen“).

## Hefeklöße

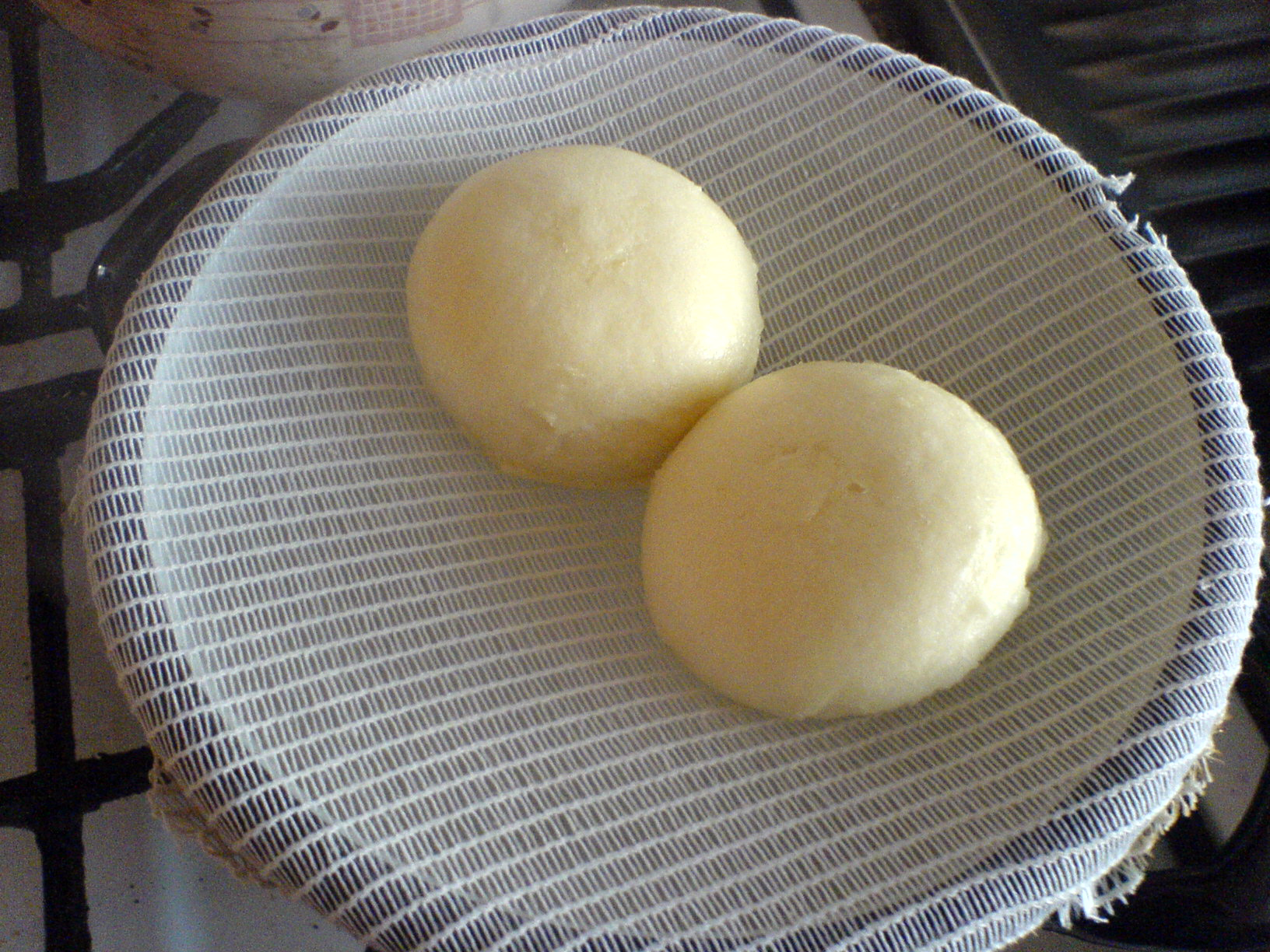
Pampuchy

Pampuchy, pyzy drożdżowe („Hefe-Pyzy“), kluski na parze. Regional: pyzy wielkopolskie(„Großpolnische Pyzy“). Hefeklöße, die mithilfe eines Netzes in Wasserdampf gegart werden. 